# Вітчизна
Вітчизна (рус. Отчизна) — литературно-художественный и общественно-политический журнал писателей Украины. Старейший ведущий журнал украинских писателей. Выходил с периодичностью 6 раз в год. Закрылся в 2012 году.
Журнал печатал литературные произведения, критику, публицистику, имел сатирико-юмористическую рубрику «Зенитка», раздел «Наш выставочный стенд», в котором помещал рассказы о художниках.

## История
Создан в январе 1933 года в Харькове под названием «Радянська література» (рус. «Советская литература»). Первым главным редактором был Иван Кулик. Являлся печатным органом Союза советских писателей Украины.
Во время Великой Отечественной войны (1941—1945) журнал выходил в Уфе, затем с ноября 1943 — в Москве под названием «Українська література» (рус. «Украинская литература»). С 1946 года — в Киеве под названием «Вітчизна».
В этот период журнал редактировал Юрий Яновский. Назначенный новым первым секретарём ЦК КП(б)У Л. М. Каганович в 1947 подверг Яновского беспощадной критике и как редактора, и как автора написанного им романа «Живая вода». Он был обвинен в национализме, мещанско-обывательских взглядах, публикации аполитичных, порочных и ошибочных произведений. Разгром Яновского закрепляется специальным постановлением ЦК КП(б)У «О журнале „Отчизна“» (1947). Яновский был снят с поста главного редактора, сменен был и почти весь коллектив редакции.
В послевоенный период главными редакторами журнала были Алексей Полторацкий, Любомир Дмитерко (1962—1985).
На страницах журнала печатались произведения выдающихся писателей современной украинской литературы: М. Рыльского, П. Тычины, М. Хвылевого, М. Бажана, О. Вишни, В. Сосюры, И. Микитенко, А. Довженко, Ю. Яновского, Н. Зерова , В. Винниченко, В. Пидмогильного, Е. Плужника, А. Малышко, О. Гончара, Р. Иваничука, В. Дрозда, Д. Мищенко, Ю. Мушкетика, П. Загребельного, Л. Костенко, Н. Винграновского, Е. Гуцало, В. Захарченко и многих других.
Ежегодно с 1982 года редакционной коллегией журнала «Отечество» присуждалась Литературная премия имени Юрия Яновского с утверждением ее решение на президиуме правления Национального союза писателей Украины.